# 央吉玛
央吉玛（1986年5月3日—），本名次仁央吉，女，门巴族，出生于西藏自治区林芝地区，中国独立歌手，现常居上海。畢業於中国传媒大学表演系。2013年5月19日在《中國夢之聲》第一季第一场表演中以一首《祈祷永恒的美丽》顺利通过，最后获得全国年度亚军。2016年4月发行专辑《娑婆吟叹：莲花秘境》。

## 主要经历
- 1986年，出生于西藏自治区林芝地区墨脱县一个门巴族普通农民家庭
- 2005年，毕业于墨脱中学，考入中国传媒大学表导系表演专业本科班，从此走出大山
- 2006年，代表门巴族参加《CCTV-12中国民歌盛典》的表演
- 2007年，参加西藏电视台《藏历新年晚会》，后演唱CCTV-电影频道《流金岁月》专题栏目的主题曲
- 2008年，参加中央电视台CCTV《航天基地》慰问演出
- 2009年，参加山东综艺频道娱乐节目《综艺满天星》比赛进入总决赛20强；加入乐队“大忘杠”参加中国先锋音乐节和CCTV祖国60华诞《盛世和谐少数民族大联欢》
- 2010年，大学毕业成功进入西藏文工团，并由西藏电视台选送参加《CCTV全国青年歌手大奖赛》获得优秀奖
- 2011年，拍摄阿米雪和圣拉雅牦牛乳品广告，并演唱电视剧《世间道》片尾曲〈人间〉；
- 2012年，拍摄中央电视台《民歌中国》“门巴印象”片，
- 2013年，改名为“央吉玛”参加上海东方卫视《中国梦之声》比赛被封“女神”称号拥有超高人气，最终获得全国总决赛亚军[1]，备受瞩目；随后代表门巴族参加北京卫视《中秋晚会》[2]，还参加上海世界音乐季[3]等。
- 2015年，補位參加東方衛視《中國之星》，推薦人為林憶蓮。
- 2016年，發布專輯《娑婆吟嘆：蓮花祕境》，並在北京、上海、廣州、深圳四地進行了專輯發售巡演。

## 音乐作品

### 专辑EP
| 年份 | 专辑名稱               | 备注 |
| ---- | ---------------------- | ---- |
| 2016 | 《娑婆吟叹：莲花秘境》 | 专辑 |

### 单曲
未收录专辑的单曲
| 年份 | 歌曲名稱             | 备注                                           |
| ---- | -------------------- | ---------------------------------------------- |
| 2009 | 《你为何走的那么远》 |                                                |
| 2009 | 《流金岁月》         | 中央电视台电影频道《流金岁月》专题栏目的主题曲 |
| 2009 | 《泸沽湖》           | 收录在左小祖咒新专辑                           |
| 2009 | 《竹林》             | 收录在左小祖咒新专辑                           |
| 2010 | 《人间》             | 电视剧《世间道》片尾曲                         |
| 2013 | 《央吉玛》           | 参加中国梦之声比赛后并发行                     |
| 2013 | 《醒来吧》           | 参加中国梦之声比赛后并发行                     |

### 中国梦之声比赛历程
| 比赛日期   | 演唱名稱                                           | 备注                        |
| ---------- | -------------------------------------------------- | --------------------------- |
| 2013-05-19 | 《祈祷永恒的美丽》                                 | 中国梦之声“上海试音会” 海选 |
| 2013-06-16 | 《想你的三百六十五天》                             | 中国梦之声全国74进42        |
| 2013-06-23 | 《千年之恋》                                       | 中国梦之声全国42进20        |
| 2013-07-07 | 《橄榄树 X 綠度母心咒》                            | 中国梦之声全国20进12        |
| 2013-07-21 | 《催眠》                                           | 中国梦之声全国12进10        |
| 2013-07-28 | 《情深谊长》                                       | 中国梦之声全国10进8         |
| 2013-08-04 | 《莲花開》                                         | 中国梦之声全国8进6          |
| 2013-08-25 | 《醒来吧/原创》《橄榄树》《拉萨谣》《央吉玛/原创》 | 中国梦之声全国六強总决赛    |

## 影视作品

### 话剧
- 2008年 毕业大戏《豪猪的距离》 饰演歌队主唱
- 2008年 话剧《三个女人一个夜晚》 饰演的农村妇女之老大
- 2008年 话剧《沈大脚说媒》 饰演沈大脚
- 2008年 话剧《原野》饰演金子
- 2009年 话剧《爱情宅急送》九个剧场

### 歌舞剧
- 2008年 歌舞剧剧《记忆中的橡皮擦》主演秀珍
- 2009年 歌舞剧《高原泪》主演

### 电影
- 2008年 电影《兄弟》客串
- 2012年 微电影《城市印象2012之阿布》 导演：李明明  饰：佤族姑娘叶子
- 2013年 微电影《青春》导演：王磊卿 饰：校花

### 短片
- 2008年 汽车广告短片《一人一半》导演：卢正雨   女主演
- 2012年 中央电视台《民歌中国》“门巴印象”纪录片
- 2012年《唱随心想》 生活记录片

### 广告
- 2008年 比亚迪FO汽车广告
- 2008年 北京现代汽车广告
- 2011年 拍摄阿米雪和圣拉雅牦牛乳品广告